# Fliscorn
|  | No s'ha de confondre amb fiscorn. |

El fliscorn és un instrument musical de metall que s'assembla molt a la trompeta i la corneta però té un forat més ample i cònic. De la mateixa manera que les trompetes i les cornetes, la majoria dels fliscorns s'entonen en Si♭, encara que alguns són en Do. És un tipus de corneta amb vàlvules, desenvolupada a Alemanya a principis del segle XIX a partir d'una corneta tradicional anglesa sense vàlvules. La primera versió d'una corneta amb vàlvules va ser venuda per Heinrich Stölzel a Berlín el 1828. La corneta amb vàlvules va proporcionar a Adolphe Sax (creador del saxofon) la inspiració per als seus saxhorns de soprano (contralt) en Si♭, sobre els quals es modela el fliscorn actual.
Hi ha diversos posicionament sobre si el fliscorn i el fiscorn, l'instrument introduït a Catalunya fruit de la reforma de la cobla realitzada per Pep Ventura, el 1850, són el mateix instrument. Hi ha qui atribueix el fliscorn a les bandes i el fiscorn a les cobles, o qui indica que els diferencia el so. En qualsevol cas, el fiscorn sempre rep aquest nom quan es refereix a la cobla, l'agrupació musical autòctona de Catalunya en la qual predominen els instruments de vent, i que executen en especial la sardana. El fliscorn, en canvi, s'utilitza per parlar d'un dels instruments més representatius de les bandes militars americanes. En les bandes de música espanyoles és un instrument que dona un color molt especial al conjunt. No obstant això, amb el pas dels anys els compositors estan oblidant aquest instrument i el seu paper s'està veient absorbit pel de la trompeta.

## Etimologia
La paraula alemanya Flügel significa ala o flanc en anglès. A l'Alemanya de principis del segle XVIII, un líder de caça ducal conegut com a Flügelmeister va fer sonar el Flügelhorn, una gran banya semicircular de llautó o plata sense vàlvules, per dirigir la caça. L'ús militar data de la Guerra dels Set Anys, on aquest instrument va ser emprat com a predecessor de la corneta.

## Estructura i variants

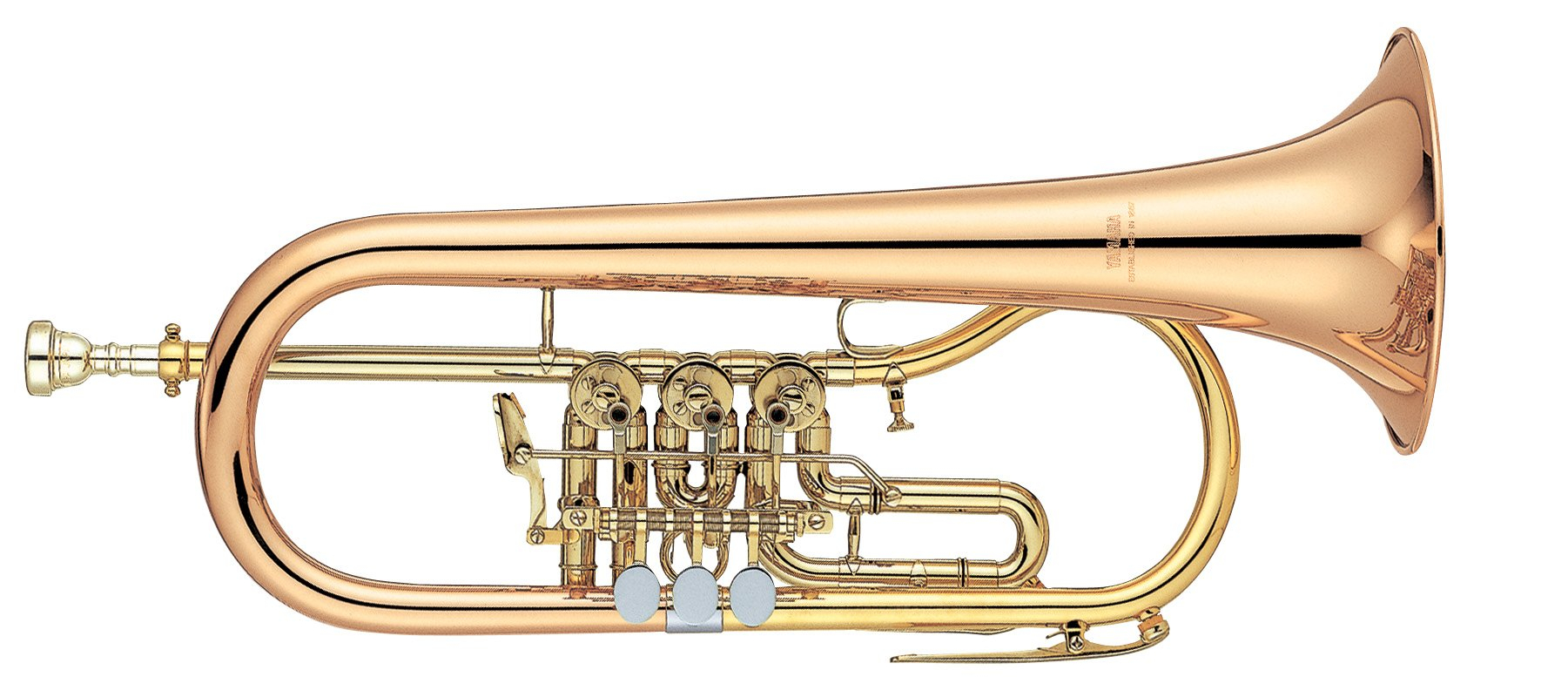
Un fliscorn de vàlvula rotativa

Consta d'un tub de menys d'1 cm de diàmetre i d'aproximadament 1,35 m de llargada, enrotllat sobre si mateix. El broquet és paregut al de la trompeta però amb un tudell més curt i el granell més fons, cosa que li proporciona un so més dolç i obscur que la trompeta (a menor profunditat del granell sons brillants, a major profunditat sons dolços). El tub del fliscorn té una secció cònica i acaba en una campana d'uns 20 cm de diàmetre.
El fliscorn es toca generalment en B ♭, com la majoria de trompetes i cornetes. Normalment, té tres vàlvules de pistons i empra el mateix sistema de digitació que altres instruments de llautó, encara que també existeixen versions de quatre vàlvules i versions de vàlvula rotativa. Per tant, la poden tocar músics de trompeta i cornetes, tot i que té diferents característiques de joc. L'embocadura del fliscorn és més profundament cònica que les embocadures de trompeta o cornet, però no tan cònica com una embocadura de trompa francesa.
Alguns fliscorns moderns presenten una quarta vàlvula que rebaixa el to en un quart perfecte (similar a la quarta vàlvula d'alguns eufonis, tubes i trompetes piccolo, o el disparador dels trombons). Això afegeix un rang baix útil que, juntament amb el so fosc del flugelhorn, amplia les habilitats de l'instrument. Els instrumentistes també poden utilitzar la quarta vàlvula en lloc de la primera i la tercera combinació de vàlvules (que és una mica afilada).
Una versió compacta del fliscorn de vàlvula rotativa és el kuhlohorn de forma ovalada en Si♭. Va ser desenvolupat per als cors de trombons protestants alemanys.

## Timbre
El to és més gran i normalment es considera més suau i fosc que la trompeta o la corneta. El so del fliscorn s'ha descrit com a mig camí entre una trompeta i una trompa francesa, mentre que el so de la corneta es troba a mig camí entre una trompeta i un fliscorn. El fliscorn és tan àgil com la corneta però més difícil de controlar en el registre agut (a partir d'aproximadament el sol escrit 5 ), on en general s'enganxa a les notes amb menys facilitat.

## Ús
El fliscorn és un instrument estàndard de la banda de música britànica, i també s'utilitza amb freqüència en el jazz. També apareix ocasionalment a la música d'orquestres i bandes de concerts. Les obres d'orquestra famoses amb flugelhorn inclouen Threni d'Igor Stravinsky, la Novena Simfonia de Ralph Vaughan Williams, i la tercera simfonia de Michael Tippett. El fliscorn se substitueix de vegades pel corn de posta a la Tercera Simfonia de Mahler, i per la buccina romana soprano a Pins de Roma d'Ottorino Respighi. En el concert de trompeta de HK Gruber Busking (2007), el solista toca un fliscorn en el moviment mitjà lent. El fliscorn va ocupar un lloc destacat en molts dels arranjaments de cançons pop de Burt Bacharach de la dècada de 1960. Apareix en un paper en solitari a l'enregistrament de 1962 de Bert Kaempfert de "That Happy Feeling". Els fliscorns s'han utilitzat ocasionalment com a veu alta o de soprano baixa en un cos de tambor i cornetes.
Un altre ús del fliscorn es troba a les orquestres holandeses i belgues " Fanfareorkesten " o fanfàrries. En aquestes orquestres, els fliscorns, sovint entre 10 i 20, tenen un paper destacat, formant la base de l'orquestra. S'aixequen en Si♭, amb esporàdicament un solista en Mi♭ . A causa d'una mala entonació, aquests fliscorns en Mi♭ són substituïts majoritàriament per la trompeta o corneta en Mi♭.
La música de caràcter popular i autòcton en terres valencianes ha servit per a substituir el paper del solista vocal en les interpretacions per a banda simfònica, com ara en l'Himne de l'Exposició del Mestre Serrano.
La pel·lícula de 1996 Brassed Off inclou una interpretació de fliscorn del Concierto de Aranjuez de Rodrigo, Adagio, com a moment clau. El solo està interpretat per Paul Hughes.